# Culinária do Pará
Culinária do Pará apresenta como sua maior influência a cultura indígena e, um pouco da portuguesa, francesa, africana, árabes, sírio-libaneses e japoneses. Os ingredientes básicos são oriundos da exuberante natureza da Amazônia, como camarão, caranguejo, marisco, peixe, aves, caça, pato, todos temperados com folhas (maniva, chicória, coentro), pimentas de cheiro e ervas.
Muitos pratos e algumas bebidas típicas deste local apresentam a adição de jambú, o qual causa uma sensação de formigamento nos lábios devido à presença do alcaloide denominado espilantol.

## A mandioca
Das farinhas retiradas da mandioca, a mais apreciada é a farinha d'água, também ultilizam a farinha "toco mole", de coloração mais clara, para fazer farofas. Com a tapioca faz-se o pão de trigo; a broa; mingaus e beijus, também conhecidos como "tapioca" ou "tapioquinha", e podem levar vários tipos de recheio como chocolate, vários tipos de queijos ou geleias. Sendo que a forma mais comum é comer a tapioquinha com manteiga ou coco ralado como café da manhã ou lanche da tarde, geralmente acompanhada de café com leite.
Tem também o tucupi, caldo amarelo extraído da mandioca, acompanhando carne, peixe, mariscos ou puro. Inicialmente, a mandioca e seus derivados era consumida apenas pelos pobres e pelos índios, mas com o passar do tempo, tornou-se mais popular.

## Pratos típicos
- Pato no tucupi: constituído de pato, tucupi e jambu. O tucupi é um caldo amarelo extraído da mandioca e precisa ser fermentado por um dia. O pato, depois de assado, é cortado em pedaços e fervido no tucupi, onde fica de molho por algum tempo. O jambu é fervido em água com sal, escorrido e posto sobre o pato. É servido com arroz branco e farinha de mandioca. É o prato emblemático do almoço do Círio de Nazaré, a mais importante festa religiosa do estado.
- Maniçoba: do tupi Maní, deusa da mandioca. Demora pelo menos uma semana para ser feito, pois a folha da maniva (a planta da mandioca), depois de moída, deve ser cozida durante, pelo menos, quatro dias com a intenção de eliminar o ácido cianídrico que contém. Depois disso é acrescentado o charque, toucinho, bucho, mocotó, orelha, pé e costelas salgadas de porco, chouriço, linguiça e paio, praticamente os mesmos ingredientes de uma feijoada completa. É servido tradicionalmente em panela de barro ou porcelana, com arroz branco, farinha d'água e pimenta de cheiro a gosto. É um prato típico de datas festivas, presente no almoço do Círio de Nazaré e muito comumente servido na ceia de Natal.
- Caruru: feito com quiabo, camarões secos e inteiros, tempero verde (alfavaca e chicória), farinha seca bem fina e azeite de dendê. Após fervidos o quiabo, o tempero verde e os camarões na água, acrescenta-se a farinha e faze-se um pirão. Estando pronto o pirão, adicionam-se-lhe os quiabos bem escorridos, o camarão já refogado com todos os temperos e, por último, o azeite de dendê.
- Tacacá: de origem indígena, própria do estado, é um caldo fino, servido em cuias e vendida pelas "tacacazeiras", geralmente ao entardecer, na esquina das principais ruas das cidades paraenses, sobretudo Belém. É constituído de uma mistura que leva tucupi, goma de tapioca cozida, jambu e camarão seco.
- Vatapá: o vatapá paraense não leva peixe, nem amendoim ou castanha de caju. Ao caldo da cozedura das cabeças e das cascas de camarão salgado perfumado com alfavaca, chicória, alhos e cheiro verde, adiciona-se farinha de trigo e/ou de arroz, obtendo-se um mingau. Acrescenta-se o leite de coco puro, camarões já fervidos e azeite de dendê.
- Chibé: vocábulo tupi, composto de Che - eu, meu - e Ibe ou Tibe- caldo. Uma bebida com um gosto levemente acidulado, leva farinha de mandioca e água. Muito nutritiva, pois após ser processada, a mandioca ultrapassa, em dobro, ou mais até, a quantidade da maioria de seus elementos nutritivos.
- Arroz paraense: O arroz paraense contem além do arroz nosso de cada dia, os ingredientes típicos da amazônia, e alguns deles muito encontrado nas feiras paraenses como jambu, camarão, tucupu, etc...

### Peixes e mariscos
- Pirarucu
- Tambaqui
- Tamuatá
- Acará
- Filhote
- Tucunaré
- Gurijuba
- Dourada
- bacalhau
- Pescada
- Mapará
- Aracu
- Ostra
- Caranguejo

## Doces
A sobremesa paraense é rica em frutas, principalmente vindas da Amazônia e licores. Os principais frutos que marcam a culinária regional são: açaí, cupuaçu, maracujá, banana, guaraná e a manga, facilmente colhida em qualquer rua da capital paraense. Há a mousse de cupuaçu, que pode também ser usada como cobertura para tortas. Sequilhos locais e doces tradicionais, como o Monteiro Lopes compõe uma pequena parte da diversidade de aperitivos doces. Outras frutas regionais incluem bacuri, taperebá, jaca, muruci e a sapotilha.

## Quelônios
- Tracajá
- Perema
- Muçuã
- Tartaruga
- Jabuti
- Matamatá

## Produtos de origem vegetal
- Abiu Fruta com polpa branca ou amarelada, doce ou insípida, tende a deixar os lábios levemente pegajosos por ser mucilaginosa. É consumida in natura. O abieiro frutifica em julho e dezembro.
- Açaí (na tigela) É forte representante da economia local. Servido com farinha de mandioca ou farinha de tapioca na cuia de açaí. Também utilizado no almoço como prato principal, acompanhado de peixe, camarão ou charque fritos. É encontrado em duas colorações: o açaí roxo e o açaí branco, cuja polpa fornece um suco de cor creme claro. Do açaizeiro ainda é produzido o palmito de açaí, extraído da base da copa, bastante utilizado na culinária regional, em pratos finos.
- Acerola Fruta rica em vitamina C, muito utilizada em sucos e sorvetes.
- Ajuru É comercializado pelos nativos que os oferecem aos freqüentadores eventuais acondicionados em pequenos paneiros.
- Ameixa (jamelão)
- Araçá Fruta acre-doce, parente da goiaba, porém de tamanho menor, é conhecida pelo seu sabor azedo, é encontrada na maioria das cidades paraenses.
- Bacaba
- Bacuri - É consumido quer em estado natural, quer sob a forma de sorvetes, sucos, compotas e sobremesas as mais variadas, além de coquetéis, sejam estes apenas de frutas, sejam utilizando-se bebidas alcoólicas. Restaurantes especializados em comida típica do Pará têm utilizado o Bacuri na composição de pratos salgados, em forma de molhos ou purês.
- Biribá Consumida em estado natural e aproveitada para fazer sucos e sorvetes. Floresce de julho a setembro. Contudo, pode ser encontrada no decorrer do ano nas feiras populares.
- Buriti O ribeirinho o aproveita para a sua alimentação e outras necessidades cotidianas como bebida natural ou fermentada; doces dos frutos; óleos e féculas; sabão e material para as casas.
- Cacau Consumido ao natural ou em forma de suco.
- Caju Consumido como suco.
- Camuti Tem a madeira muito dura e as populações ribeirinhas e os índios dela se aproveitam para vários usos, inclusive fazer pontas de flechas. Além de comestíveis, os frutos são usados em pescarias.
- Camu-camu Apreciado na forma de sucos, sorvetes, doces e licores.
- Carambola Tem um sabor muito ácido, sendo apropriada para sucos e sorvetes o que não impede que seja consumida ao natural. Compotas e geleias também são produzidas.
- Castanha-do-Pará A castanheira-do-pará é alternativa para reflorestamento de áreas degradadas de pastagens ou de cultivos anuais, tanto para a produção de frutos como para a extração de madeira. A Castanha-do-Pará tem alto teor de Ferro, sendo importante coadjuvante no tratamento de Anemia Ferropriva
- Cupuaçu É muito consumido como sobremesa, em forma de sorvete ou creme, ou como suco.
- Cupuaí Muito usado para a feitura de refrescos. Encontra-se, bastante, nas feiras belenenses de fevereiro a maio.
- Farinha de tapioca Consumida com açaí, como mingau ou dissolvida em leite quente com açúcar.
- Goiaba Consumida ao natural ou como sorvete e suco. Os grelos (pontas dos ramos da goiabeira) são muito utilizados em forma de chá para combater a diarreia infantil.
- Graviola É cultivada em quintais e em grandes plantações. Consumida em estado natural ou sob a forma de sorvetes, cremes, coquetéis e as folhas sob forma de chá.
- Inajá É abundante no Pará. Consome-se os frutos ao natural ou para adoçar mingaus, que são engrossados com farinha de mandioca ou com goma.
- Ingá-cipó Consumido em estado natural, desconhecendo-se outra maneira de apreciá-lo.
- Pixuna
- Jaca Consumida ao natural ou em forma de sorvete e compota. Seu talo central pode ser temperado e assado como se fosse carne bovina.
- Jambo Da mesma árvore retiram-se frutos adocicados e outros muito travosos. São sempre consumidos ao natural. Também consumidos em forma de geleia.
- Jenipapo Muito utilizado para fazer licor.
- Laranja
- Mamão
- Mangaba O fruto tem uma polpa mole, viscosa. É usada para o preparo de sucos e sorvetes.
- Manga
- Marajá Também facilmente encontrado no Marajó, do marajá pouco se come. Sua pequena polpa é rala e adocicada. É comum ser vendido nos meses de março e abril.
- Maracujá
- Mari-mari
- Melancia
- Murici Pequena fruta amarela, levemente ácida mas muito saborosa, utilizada em sucos e sorvetes.
- Mucajá
- Piquiá Apreciado mais pela população de baixa renda que o consome cozido, roendo a polpa direto do caroço, acompanhado de farinha de mandioca ou acrescentando-o, livre das cascas, no feijão, na carne cozida ou no arroz. Também usado no café preto.
- Pupunha Cozida com pitadas de sal. Entretanto, já há algum tempo, pessoas tentam, artesanalmente ou não, a fabricação de licores, sorvetes, doces em calda ou pastosos. Rica em nutrientes, faz parte também da economia local. Vem sendo utilizada nos restaurantes típicos como acompanhamento de carnes, caramelizada ou como purê.
- Tangerina
- Taperebá consumido sob a forma de sorvetes, sucos, picolés e docería em geral, é também usada em batidas.
- Tucumã Apesar de pouco consumida, seu azeite é apreciado. Contém um suprimento vitamínico. Fonte de provitamina A, B1 e vitamina C.
- Tucumã-açu (jabarana)
- Umari Nativo e exclusivo do Pará. O povo o consome ao natural ou com farinha de mandioca.
- Uxi Consumida quer naturalmente quer acompanhada de farinha de mandioca. Utilizada também em forma de sorvete.